# Wirdum
Wirdum egy község Németországban, az Aurichi járásban. Lakosainak száma 1039 fő (2023. december 31.).

## Népessége
| Lakosok száma | 1070 | 1039 | 1012 | 1025 | 1032 | 1039 |
|               | 2016 | 2017 | 2019 | 2021 | 2022 | 2023 |